# NGC 3673
NGC 3673 (другие обозначения — ESO 503-16, MCG -4-27-10, UGCA 236, AM 1122-262, IRAS11227-2627, PGC 35097) — спиральная галактика с перемычкой (SBb) в созвездии Гидры. Открыта Джоном Гершелем в 1836 году.
В центре галактики наблюдается структура X-образной формы, балдж является ящикообразным и рядом с ним наблюдаются пылевые полосы. Ядро галактики выделяется голубым цветом. В профиле поверхностной яркости диска присутствует два излома, т.е. экспоненциальный масштаб меняется.
Этот объект входит в число перечисленных в оригинальной редакции «Нового общего каталога».